# Marronnage du Grand marais lugubre
Le Marronnage du Grand marais lugubre était un groupe d'anciens esclaves libérés ou fugitifs, qui s'était installé dans une zone sèche et inhabitée du Grand marais lugubre (« Great Dismal Swamp ») établi à cheval sur les États de Virginie et de Caroline du Nord. 

## Localisation

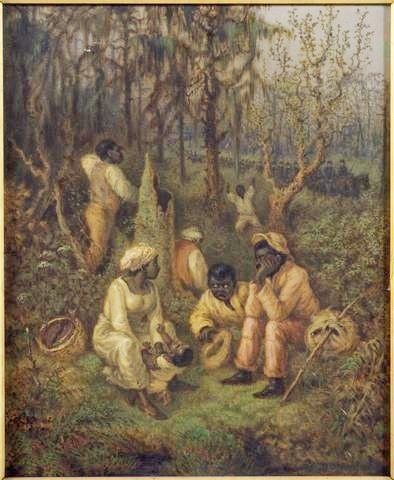
Esclaves fugitifs du Grand marais lugubre en Virginie, par David Edward Cronin, 1888

Malgré des conditions de vie très éprouvantes, plusieurs milliers de personnes fuyant l'esclavage ont trouvé refuge dans le Grand marais lugubre. Le marécage s'étendait à l'origine sur environ 4 000 km2, avant que l'activité humaine ne réduise sa taille de 90 %. 
De nos jours, le Grand marais lugubre mesure 450 km2.  Il occupe une zone du sud-est de la Virginie au nord-est de la Caroline du Nord, entre la James River (Virginie) et la ville d'Albemarle (Caroline du Nord). C'est une réserve naturelle depuis 1973.

## Histoire
Des recherches ont montré que d'anciens esclaves ont vécu dans le marécage dès le XVIIe siècle et jusque dans les années 1860. Harriet Beecher Stowe les évoquait déjà dans son récit sur les Marrons publié en 1856, Dred: A Tale of the Great Dismal Swamp (en). 
Les recherches les plus abouties sont menées depuis 2002 par les équipes de Dan Sayers de l'American University. L'archéologue estime que le marécage aurait abrité plus de 100 000 esclaves libérés ou en fuite sur toute la période concernée. Le Marronnage du Grand Marais lugubre serait la plus grande communauté du genre connue sur le sol américain. Certains Marrons y seraient nés de parents esclaves en fuite, et y auraient vécu toute leur vie.
Les membres du Marronnage commerçaient de temps à autre avec les esclaves envoyés pour défricher le marais, et même avec certains Blancs. Ces contacts permettaient aux Marrons d'échanger du bois contre des habits, de la vaisselle ou des petits objets du quotidien. Ils vivaient aussi de chasse et cultivaient des céréales dans les zones sèches du marécage. Certains rançonnaient également les voyageurs ou volaient dans les fermes alentour.
À partir du début du XIXe siècle, le Grand marais lugubre devient une étape pour les Noirs qui cherchent à rejoindre le Chemin de fer clandestin. Ce réseau permettait aux esclaves en fuite de traverser la ligne Mason-Dixon, et pour certains de se réfugier au Canada. La présence des Marrons inquiète suffisamment les autorités pour envoyer en 1823 une milice chargée de détruire le Marronnage. L'expédition sera un échec. En 1847, la Caroline du Nord votera une loi contre le Marronnage qui restera sans effet sur les habitants du marais.
La construction du canal du marais de Dismal (1793-1805) avait déjà permis aux Marrons d'entretenir plus de liens avec le monde extérieur. Le plus gros des travaux était confié à des esclaves. Les autorités peu regardantes fermaient les yeux sur la présence de travailleurs Marrons. Certains saisissent l'occasion de quitter le marais. Pendant la Guerre de Sécession, des troupes noires de l'Union entrent dans le marécage pour libérer les esclaves. Beaucoup de Marrons rejoignent l'armée du Nord. La plupart d'entre eux quitteront le Grand marais lugubre après la guerre.